# 言語戦争
言語戦争（げんごせんそう）とは、一国内の言語が異なる複数のグループが、言語に関連して政治的・社会的に鋭く対立している状況を指す。

## 事例
言語戦争の事例は世界中にある。なお、日本では起こっていない。

### カナダ
カナダは、本来フランスの植民地として開拓されたが、英仏七年戦争によってイギリスに譲渡されたという歴史的経緯により、英語話者とフランス語話者の2大グループが存在する。連邦レベルでは両語を公用語と定めているが、州レベルの公用語は各州に任されている。特に、フランス系住民の多いケベック州では、フランス語のみを州の公用語としており、長きにわたって分離独立運動が続いている。

### ノルウェー
ノルウェーの公用語はノルウェー語であるが、書き言葉（文語）には「ブークモール」と「ニーノシュク（ニューノルスク）」の2つが存在する。前者は範としたデンマーク語に近い表記をとるのに対して、後者はそれとはかなり異なっている。公的には両者の地位は平等であるが、現実にはブークモールが優勢で、外国人が学習するのも通常はブークモールである。

### ベルギー
ベルギーには、北部のフランデレン地域にオランダ語（フラマン語）を話すフラマン人、南部のワロン地域にフランス語（公用語、日常言語としては一方言とされるワロン語）を話すワロン人が在住している。人口はフランデレン人の方が多いが、ベルギーが独立を果たした19世紀にはフランス語が権威ある国際語・文明語だと見なされており、指導者層も皆フランス語の話者であった。そのため、フランス語のみが公用語とされてきた。しかし20世紀に入ると、オランダ語（フラマン語）の地位向上が図られ、第二次世界大戦後は両地域を分ける「言語境界線」が公式に設定され、フランデレン地方ではオランダ語が公用語となった。ただし首都ブリュッセルはフランデレン地域にあるものの、オランダ語とフランス語を併用している。またワロン地域の東端（ドイツ国境付近）には、少数のドイツ語話者がおり、そこではドイツ語を公用語としている。
1993年の憲法改正により、ブリュッセル首都圏地域、フランデレン地域、ワロン地域の3つの地域と、フラマン語共同体、フランス語共同体、ドイツ語共同体の3つの「言語共同体」の2層、計6つの組織で構成される連邦制に移行した。
ベルギーの神父、グロータースによると、首都ブリュッセル市民は、(1)中世オランダ語をしゃべる下層大衆、(2)フランス語をオランダ語風に発音する中流階級、(3)純粋なフランス語を話す上流階級、(4)言葉の中にフランス語とオランダ語を一語おきに混ぜあわす人々。下級官僚に多く、オランダ語で話しかけても答えない。(5)純粋なオランダ語をしゃべる学生、インテリ、政府の役人たちの五つの社会層に分かれる。